# Winston-Salem Cycling Classic Women
A Winston-Salem Cycling Classic são duas competições de ciclismo profissionais estadounidenses, masculina e feminina, que se disputam em Winston-Salem e seus arredores (Carolina do Norte) e fazem parte de um festival de 3 dias, que começa uma sexta-feira, onde se disputam outras atividades lúdicas relacionadas com o ciclismo e corridas de exibição, se disputando estas duas corridas profissionais no última dia de dito festival (domingo).
Desde sua criação em 2014 fez parte do calendário UCI feminino baixo a categoria 1.2 e desde 2017 passou a ser uma corrida de categoria 1.1. Assim mesmo, desde sua criação, faz parte do USA Cycling National Racing Calendar.

## Palmarés
| Ano  | Vencedor         | Segundo              | Terceiro        |
| ---- | ---------------- | -------------------- | --------------- |
| 2014 | Shelley Olds     | Joëlle Numainville   | Eugenia Bujak   |
| 2015 | Alena Amialiusik | Amber Neben          | Lauren Komanski |
| 2016 | Rossella Ratto   | Valentina Scandolara | Coryn Rivera    |
| 2017 | Lauren Stephens  | Leah Thomas          | Lauretta Hanson |
| 2018 | Lily Williams    | Arlenis Sierra       | Diana Peñuela   |
| 2019 | Leigh Ann Ganzar | Arlenis Sierra       | Chloé Dygert    |

## Palmarés por países
| País           | Vitórias |
| -------------- | -------- |
| Estados Unidos | 4        |
| Bielorrússia   | 1        |
| Itália         | 1        |